# Equipaje de mano
Equipaje de mano (título original en inglés: Carry-On), es una película de suspenso y acción estadounidense dirigida por Jaume Collet-Serra y escrita por T.J. Fixman. Está protagonizada por Taron Egerton, Sofia Carson, Danielle Deadwyler y Jason Bateman. La película fue lanzada por Netflix el 13 de diciembre de 2024.

## Elenco
- Taron Egerton como Ethan Kopek
- Jason Bateman como el misterioso viajero
- Sofia Carson como Nora Parisi
- Danielle Deadwyler como Elena Cole
- Tonatiuh como Mateo Flores
- Theo Rossi como Watcher
- Logan Marshall-Green como Agente Alcott
- Dean Norris como Phil Sarkowski
- Sinqua Walls como Jason Noble
- Curtiss Cook como Lionel Williams
- Joe Williamson como Ron Dunn
- Gil Perez-Abraham como Eddie
- Josh Brener como Herschel

## Producción
En junio de 2021, Amblin Partners firmó un acuerdo con Netflix para producir varias películas por año para el servicio de transmisión. Originalmente se planeó que Equipaje de mano fuera la primera película que surgiera del acuerdo.
En julio de 2022, se anunció que Taron Egerton iba a protagonizar el papel principal de Ethan Kopek. En agosto de 2022, Jason Bateman se unió a la película coprotagonizada junto a Egerton como el misterioso viajero. Sofia Carson y Danielle Deadwyler se unieron al elenco en septiembre de 2022. Theo Rossi se unió al elenco en octubre de 2022. Dean Norris, Logan Marshall-Green y Sinqua Walls estuvieron entre las ocho nuevas incorporaciones al elenco que se unieron a la película a finales de ese mes.
La fotografía principal se llevó a cabo en Nueva Orleans, Luisiana, desde septiembre de 2022 hasta enero de 2023. El presupuesto se estima en 47 millones de dólares.

## Lanzamiento
Equipaje de mano se lanzó en Netflix el 13 de diciembre de 2024.